# Sülde Tngri

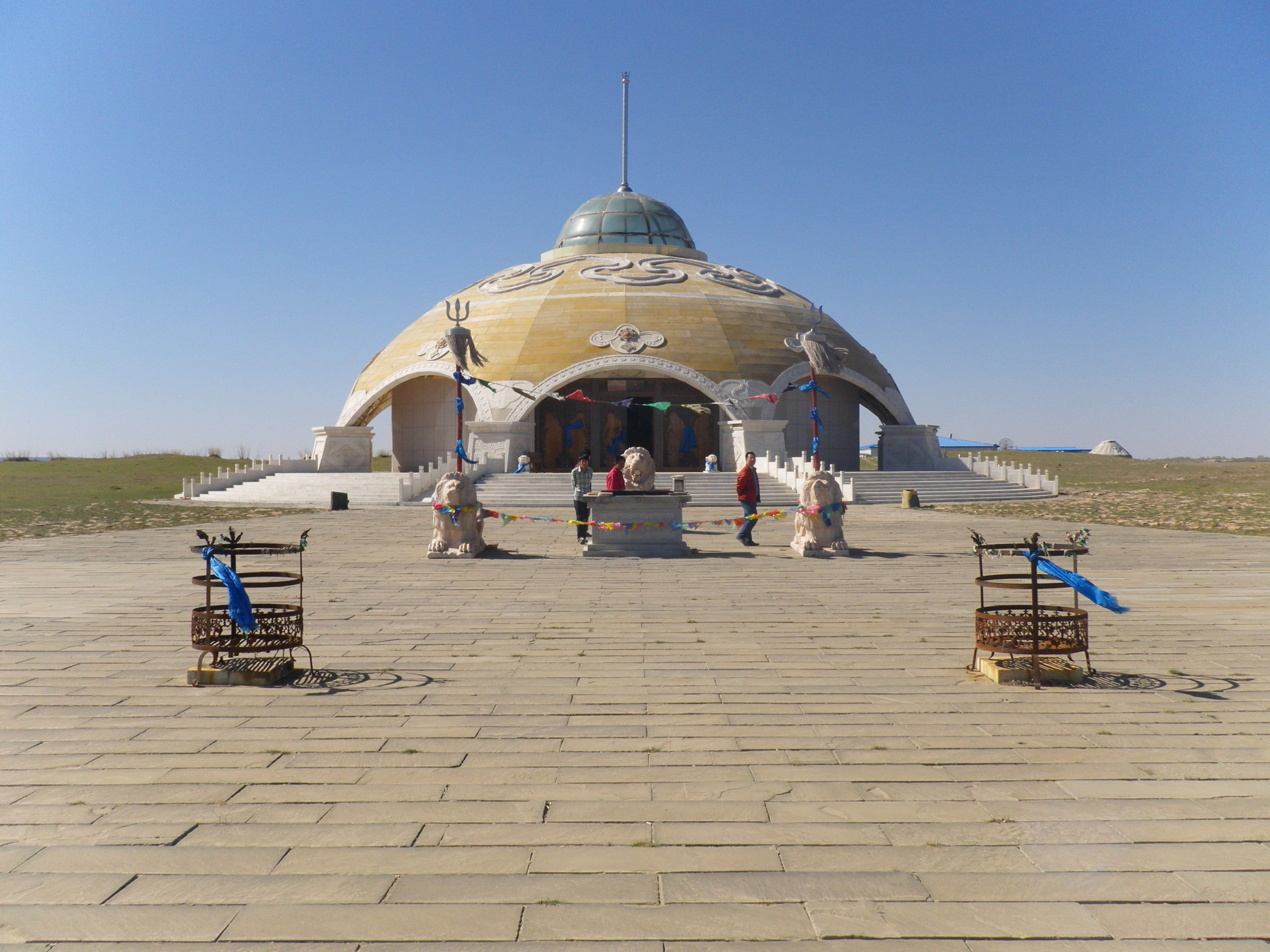
Temple du Sülde Tngri dans la ville d'Uxin Banner en Mongolie intérieure, Chine, dans le désert d'Ordos.

Sülde Tngri est un dieu équestre de la guerre. Un des tngri, le plus haut groupe de divinités dans le chamanisme mongol. Il est généralement décrit comme un guerrier armé chevauchant un cheval. Dans le chamanisme mongol, chaque personne possède un esprit gardien, appelé sülde. « Sülde Tngri » peut faire référence au sülde d'un dirigeant important, mais se réfère principalement à Gengis Khan. En tant que dieu de la guerre, la fonction principale de Sülde Tngri est de protéger ses dévots de leurs ennemis et de les aider dans leurs batailles contre ces derniers.

## Descriptions et apparences
L'apparence exacte de Sülde Tngri varie selon les représentations qui sont faites de lui. Il a été représenté comme un homme portant une armure et un casque orné de drapeaux ou de bannières triangulaires, tenant une arme et entouré de flammes. Il chevauche un cheval jaune tenu par un serviteur blanc. Dans l'une de ces représentations Sülde Tngri retient un démon prisonnier. Dans une autre description il est vêtu de soie blanche, porte des bottes, chevauche un cheval blanc et brandi une lance et une pique, son corps est blanc et brillant. Sur une autre image, il est représenté tenant une lance et un drapeau et chevauchant un destrier.